# Воронцов, Николай Александрович
Никола́й Алекса́ндрович Воронцо́в (настоящая фамилия Го́фман) — израильский общественный деятель, председатель Православного палестинского общества в Святой Земле разместившегося на Александровском подворье. Выдаёт себя за потомка белых эмигрантов графов Воронцовых

## Биография
Родился на Западной Украине, откуда эмигрировал в Германию в 1970-е годы по еврейской репатриационной линии, некоторое время работал в службе Радио «Свобода» на украинском языке, затем был оттуда уволен.
Проживал в Мюнхене, был прихожанином местного храма РПЦЗ. Как отметил архиепископ Берлинский и Германский Марк (Арндт): «До недавнего времени люди, много лет знающие в Мюнхене Николая Гофмана, ничего не знали и не знают о его графском титуле. Мне только известно, что он некогда работал на разных ролях на американской радиостанции „Свобода“ в Мюнхене. В нашем епархиальном двуязычном журнале „Вестник“ и Der Bote он фигурирует как Николай Гофман, а не как Воронцов»
После смерти Елены Глазуновой-Гюнтер становится руководителем открывшегося в Мюнхене Фонда памяти композитора Александра Глазунова.
В 2004 году становится председателем Русского православного общества Святой Земли, в ведении которого находится Александровское подворье. По его словам, подворье в 2004 году досталось ему в управление «с громадными долгами» от архимандрита Антония (Граббе).
Тогда же стала активно продвигаться легенда, согласно которой Николай Гофман якобы имеет вторую фамилию Воронцов и происходит из графского рода Воронцовых. На сайте фонда Глазунова в Мюнхене, который также возглавляет Гофман, там он пишет двойную фамилию Николай Воронцов-Гофман — Nikolai Worontsow-Hoffmann (München), а в регистрационных документах фонда он указан просто как Гофман, то есть это и есть его фамилия по паспорту. Председатель ИППО Сергей Степашин назвал Воронцова-Гофмана самозванцем.
Под руководством Николая Воронцова-Гофмана в Александровском подворье начались ремонтные и реставрационные работы.
Организация, возглавляемая «графом» Николаем Воронцовым-Гофманом и занимающая Александровское подворье, самый близкий ко Храму Гроба Господня русский участок, является частным фондом, который однако претендует на преемственность и всё имущество исторического Императорского православного палестинского общества в Святой Земле. Размещает в интернете коммерческую рекламу организации помпезных «святых венчаний» в «царских местах» Иерусалима.